# Groupe Hardi France
Le groupe Hardi France (ex Hardi-Evrard) est une entreprise française, spécialisée dans la fabrication et le commerce de pulvérisateurs.
Implantée en France, la société commercialise ses produits dans 135 pays.
Le siège social est à Beaurainville, emplacement historique de la société Evrard depuis 1952. 
La société Hardi-Evrard appartient au groupe Exel Industries qui est aujourd'hui coté en bourse au second marché.

## Historique
- 1952 : Création de la société Evrard par Monsieur Aimé Evrard
- 1957 : Création de la société Hardi par Monsieur Hartvig Jensen
- 1981 : Création de Hardi France
- 1987 :  Acquisition de Evrard par Hardi international
- 1993 : Fusion de Evrard avec Hardi France Création de Hardi Evrard SA
- 1988 : Acquisition de Ilemo en Espagne
- 2007 : Hardi Evrard rejoint Exel Industries  par le rachat par exel de Hardi international
- 2010 : Création d'une nouvelle filiale Hardi Service pour la logistique (Pièce de Rechange: basée à Savigny-le-Temple)

## Les Inventions

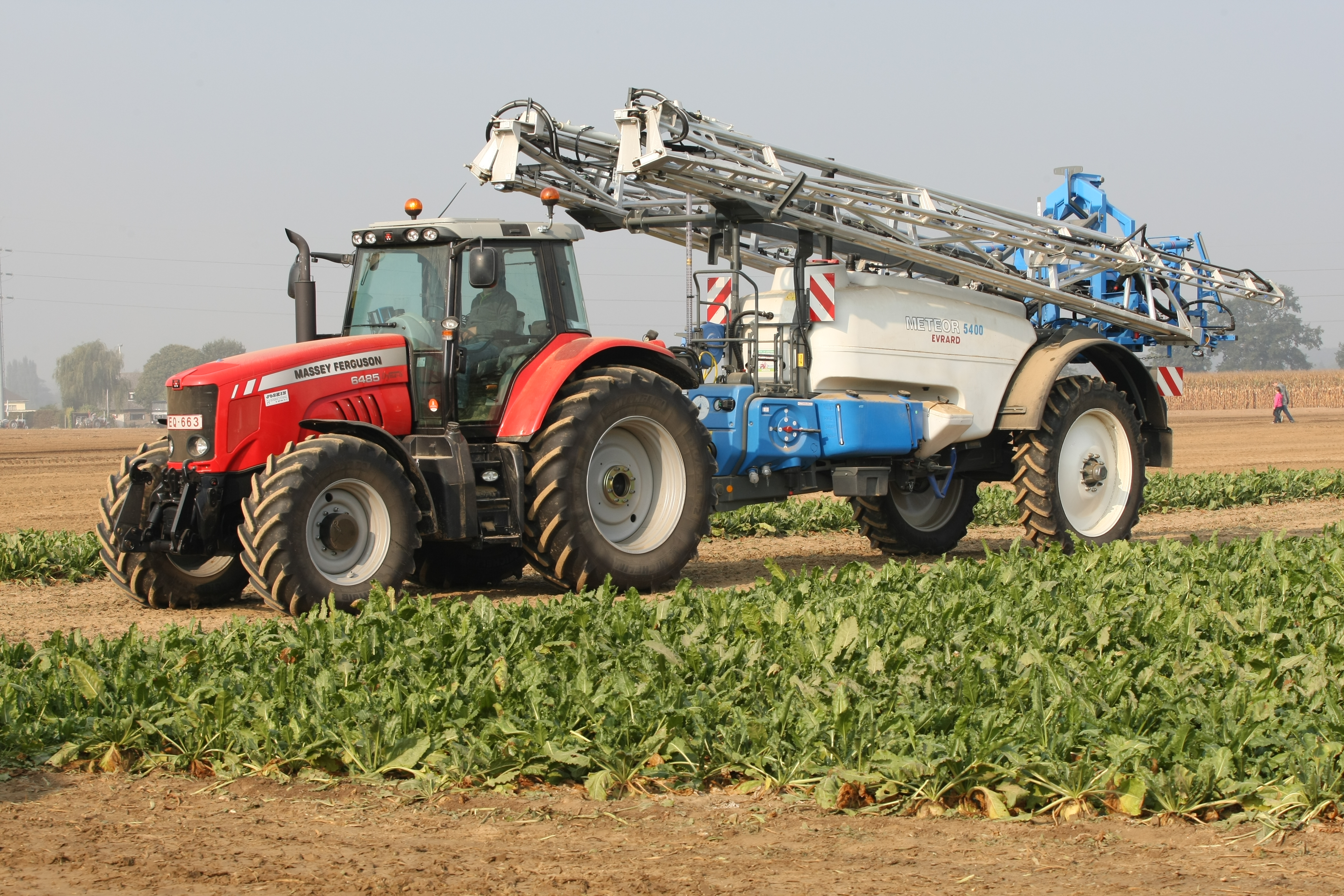
Pulvérisateur Evrard Meteor

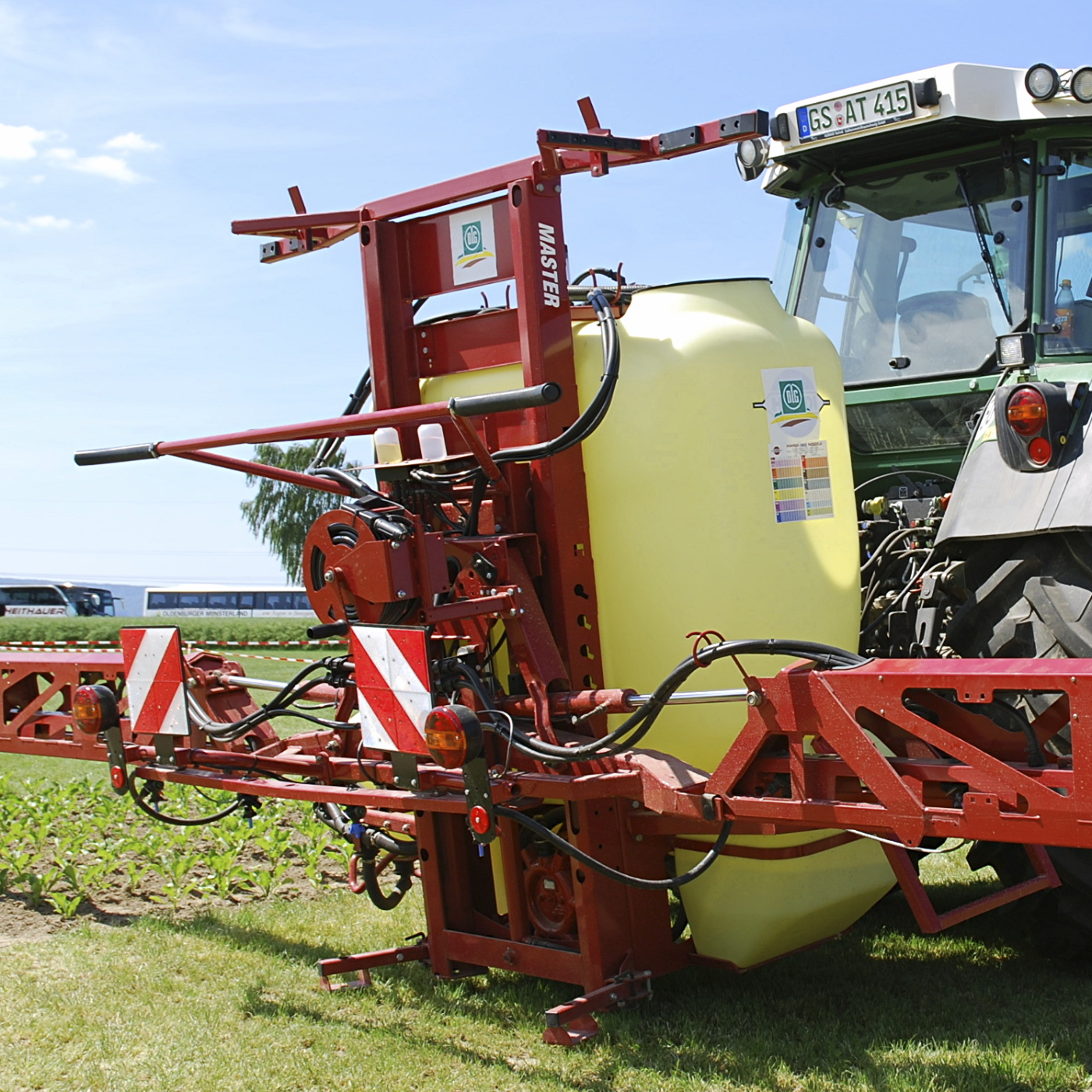
Pulvérisateur Hardi Master

- 1957 : Fabrication de la première pompe Hardi.
- 1987 : Naissance du système Twin à assistance d’air
- 1996 : Automoteur Alpha
- 1997 : Traîné Meteor
- 2005 : Pulvérisateur traîné Commander
- 2005 : Automoteur Alpha VariTrack
- 2006 : Pulvérisateurs "i-concept" (Pulvérisateurs intelligents)
- 2007 : Inscription ZNT des buses Minidrift et Injet
- 2008 : Pulvérisateurs traînés Hardi Navigator et Evrard Meteor 5400
- 2009 : AntoSlant et AutoHeight (gestion des rampes)/ Rampe B3 (Rampe 3 brins pour les grandes largeurs)
- 2010 : Pulvérisateur traîné Hardi Ranger, extension de la gamme Master en 1500 et 1 800 litres
- 2011 : Présentation lors du SIMA : De l'Opti-Spray, une gestion électropneumatique d'un porte jet quatre sorties
- 2011 : Présentation lors du SIMA : De l'automoteur Alpha evo, avec une cabine propre à Hardi-Evrard
- 2011 : Lancement lors du SIMA : Du Saritor un automoteur taille XXL pour les marchés étrangers
- 2012 : L'option Opti-Spray a remporté le PROfil d'Or, catégorie « Nouvelles technologies de l’information », lors de la 3e édition du concours de l’Innovation « Victoires PROfil », organisée par l’UNPT avec ARVALIS - Institut du végétal.
- 2014 : Obtention d'une "Citation" lors des SIMA Innovation Award pour un outil d'aide à la gestion d'exploitation. EVRARD-ScanApp et EVRARD-AppControl sur smartphones. Remis par Dominique Chapatte le célèbre présentateur de TURBO.
- 2016 : Meteor 6x6 - 6 roues motrices

### Sources
- Manageo.fr: Hardi-Evrard
- Informations personnel, informations recueillis sur les salons professionnels (Salon international du machinisme agricole, Sommet de l'élevage, Innov-Agri) et presse spécialisée (La France agricole)